# Fools from the Streets
Albums de Dru Down
Explicit Game
(1994)
Fools from the Streets est le premier album studio de Dru Down, sorti le 22 novembre 1993.

## Liste des titres
| No  | Titre                                                           | Contient un (des) sample(s) de | Durée |
| --- | --------------------------------------------------------------- | --- | ----- |
| 1.  | Dru Rules (Produit par Ant Banks)                               | She's Strange de Cameo | 1:47  |
| 2.  | Call Me Dru Down (Produit par Ant Banks)                        | | 3:37  |
| 3.  | Pimp of the Year (Produit par Ant Banks)                        | Seven Minutes of Funk de The Whole Darn Family Shorty the Pimp de Don Julian and The Larks | 4:13  |
| 4.  | Ice Cream Man (featuring Luniz – Produit par Gino Blackwell)    | Nappy Dugout de Funkadelic Pop Goes the Weasel (traditionnel) Atmosphere de Funkadelic It's So Hard to Say Goodbye to Yesterday des Boyz II Men Yes We Can Can des Pointer Sisters Hip Hop Hooray de Naughty by Nature | 5:18  |
| 5.  | Weak Move (Produit par Ant Banks)                               | Dreaming About You des Blackbyrds | 3:30  |
| 6.  | No One Love You (Produit par Robin Duke)                        | No One's Gonna Love You du S.O.S. Band | 4:28  |
| 7.  | Bonus Track (featuring Luniz – Produit par Ant Banks)           | Impeach the President des Honey Drippers | 4:43  |
| 8.  | Bigger Than What You Think (Produit par Ant Banks)              | | 4:14  |
| 9.  | Rigged (featuring Luniz)                                        | | 3:40  |
| 10. | Talking Shit (Produit par Ant Banks)                            | | 4:46  |
| 11. | Fools from fhe Street (featuring Luniz – Produit par Ant Banks) | Can't Stay Away de Bootsy Collins | 5:12  |
| 12. | Shoulda Said So (Produit par Robin Duke)                        | | 6:42  |
| 13. | Shout Out Bitch (Produit par Ant Banks)                         | | 5:44  |